# Эйдлин, Лев Залманович
Ле́в За́лманович Э́йдлин (23 декабря 1909 [5 января 1910], Чернигов, Российская империя — 28 октября 1985, Москва, СССР) — советский синолог и переводчик китайской литературы, доктор филологических наук (1969), профессор.

## Биография
Отец был ремесленником. Получив необходимый тогда для поступления в институт стаж работы на заводе и специальность рабочего-металлиста, в 1933 году Л. Эйдлин стал студентом Московского дирижаблестроительного института. Успешно проучившись два года, поступил в Московский институт востоковедения на китайский сектор. Окончил институт в 1937 году, заслужив при этом диплом I степени. Ученик академика В. М. Алексеева, всю жизнь уважал своего учителя, был предан ему и приложил много сил для сохранения и распространения светлой памяти о нём. Во время Великой Отечественной войны работал в Военном институте иностранных языков Красной Армии заведующим кафедрой китайского языка. В 1943 году защитил диссертацию на степень кандидата филологических наук по теме «Четверостишия Бо Цзюйи».
С 1956 работал в Институте китаеведения, с 1961 — в Институте востоковедения АН СССР. В 1969 году защитил диссертацию на степень доктора филологических наук по теме «Тао Юаньмин и его стихотворения», подготовленную в 1967 году.
Известен переводами китайских стихотворений в жанрах «ши» и «цы», таких авторов как Тао Юаньмин, Ли Бо, Гао Ши, Цэнь Шэнь, Ду Фу, Бо Цзюй-и, Лю Юй-си и др. Все переводы являются поразительными по своей близости к тексту оригинала, вследствие чего часто лишены рифмы и даже стандартного порядка слов в переводимой строке.
Умер 28 октября 1985 года. Прах захоронен в колумбарии на Ваганьковском кладбище.

## Отзывы
Виднейший советский китаист, один из самых младших и самых известных учеников академика В. Алексеева. Эйдлин довел до логического завершения метод перевода китайских стихотворений в жанрах «ши» и «цы», используя вместо каждого слова-идеограммы ударную группу слогов в русском стихе, что позволяет сохранять даже цезуру в нужном месте, даже не переставлять без крайней нужды слова; близостью к тексту оригинала Эйдлин довел искусство перевода с китайского до той степени, которую прежде соблюдали лишь наши перелагатели античной поэзии. То, что Тао Юань-мин или Бо Цзюй-и в переводе Эйдлина лишены рифм — дань идущей от Алексеева «адекватности», она же — стремление к точности; Эйдлин не считал возможным даже менять порядок слов в переводимой строке. Пользовался он, впрочем, не только дольником, но и привычными, даже двухдольными размерами.